# Still II
Still II – Leise, stürmisch, herzergreifend ist das 14. Studioalbum der Südtiroler Deutschrock-Band Frei.Wild und zugleich das zweite Akustik-Album der Gruppe. Es erschien am 29. November 2019 über das Label Rookies & Kings als Standard- und Limited Boxset-Edition.

## Inhalt
Das Album enthält größtenteils Akustikversionen von Liedern der zuvor erschienenen Studioalben Opposition, Rivalen und Rebellen sowie 15 Jahre Deutschrock & Skandale. Daneben sind auch fünf bzw. sechs vorher unveröffentlichte Songs enthalten. Das Boxset beinhaltet zusätzlich sieben weitere Titel.

## Covergestaltung
Das Albumcover ist eine Referenz an Frei.Wilds erstes Akustik-Album Still. Es unterscheidet sich minimal von der Ausstattung und Farben, das Szenenbild ist identisch. Das Cover ist in Schwarz-Weiß gehalten mit goldenen Akzenten. Es zeigt die vier Bandmitglieder Jochen Gargitter, Philipp Burger, Christian Forer und Jonas Notdurfter (von links nach rechts) auf Stühlen vor einer weißen Wand sitzend. Links daneben sieht man einen Scheinwerfer. Das schwarze Frei.Wild-Logo und die Schriftzüge Leise, stürmisch, herzergreifend sowie Still II befinden sich rechts oben im Bild.

## Titelliste
| Still II (Standard-Edition) | Bonussongs des Boxsets |
| --- | --- |
| 1. Ein zweiter stiller Gruß (Still-Intro) – 1:37 2. Im Auftrag der Welt (Akustik Version) – 3:02 3. Sommerland – 3:33 4. Nicht zuviel denken und einfach machen (Akustik Version) – 4:03 5. Zusammen und vereint (Akustik Version) – 4:41 6. Wo nur die Besten thronen – 4:03 7. Keine Lüge reicht je bis zur Wahrheit – 3:45 8. Der Teufel trägt Geweih (Akustik Version) – 4:08 9. Und ich war wieder da (Akustik Version) – 3:50 10. Yeah, yeah, yeah (Akustik Version) – 3:29 11. Blinde Völker wie Armeen – 4:11 12. Eine Freundschaft, eine Liebe, eine Familie (Akustik Version) – 4:02 13. Hab keine Angst (Akustik Version) – 4:06 14. Allein, ohne Dich, bei Dir (Akustik Version) – 4:48 15. It’s a Good Day for a Good Day – 3:54 16. Unvergessen, unvergänglich, lebenslänglich (Akustik Version) – 3:36 | 1. Glückes Schmiedes Dieb – 3:47 2. Diese Nacht will nicht meine Nacht sein (Akustik Version) – 4:04 3. Macht euch endlich alle platt (Akustik Version) – 3:47 4. Wir brechen eure Seelen (Akustik Version) – 4:38 5. Verbotene Liebe, verbotene Kuss (Akustik Version) – 4:04 6. Wir sind viele (Akustik Version) – 4:05 7. Herz schlägt Herz (Akustik Version) – 4:12 |

## Chartplatzierungen
Still II stieg am 6. Dezember 2019 auf Platz eins in die deutschen Charts ein, womit die Band zum fünften Mal die Spitze der deutschen Albumcharts erreichte. Insgesamt konnte es sich 16 Wochen in den Top 100 halten. In den deutschen Jahrescharts 2019 belegte das Album Rang 40.
| ChartsChartplatzierungen | Höchstplatzierung | Wochen |
| ------------------------ | ----------------- | ------ |
| Deutschland (GfK)        | 1 (16 Wo.)        | 16     |
| Österreich (Ö3)          | 7 (3 Wo.)         | 3      |
| Schweiz (IFPI)           | 6 (2 Wo.)         | 2      |

## Rezeption
| Professionelle Bewertungen | Professionelle Bewertungen |
| -------------------------- | -------------------------- |
| Kritiken                   |                            |
| Quelle                     | Bewertung                  |
| laut.de                    | [ 4 ]                      |

Manuel Berger von laut.de bewertete Still II lediglich mit einem von möglichen fünf Punkten. Es sei „künstlerisch so wertvoll wie ein Heimatfilm im Ersten“ und könne ohne Gesang „als völlig belanglose Hintergrundmusik“ abgestempelt werden. Auch werden die teils stumpfen Reime kritisiert und dass Philipp Burger „die Grenzen seines Singstimmumfangs unangenehm deutlich“ offenbare.